# Hemaris radians
Hemaris radians är en fjärilsart som beskrevs av Francis Walker 1856. Hemaris radians ingår i släktet Hemaris och familjen svärmare, Sphingidae. Inga underarter finns listade i Catalogue of Life eller i The Global Lepidoptera Names Index (LepIndex), Natural History Museum.